# Mistrzostwa Świata w Short Tracku 1991
16. Mistrzostwa Świata w Short Tracku odbyły się w Australii, w Sydney, w dniach 22-24 marca 1991 roku. Poprzednio to miasto gościło zawodników w 1985 roku. Rozegrano 10 konkurencji: 500 m, 1000 m, 1500 m, 3000 m kobiet i mężczyzn oraz sztafetę 3000 m kobiet i 5000 m mężczyzn. Medale przyznano w wieloboju i sztafetach. W klasyfikacji medalowej najlepsi byli Kanadyjczycy. 

## Klasyfikacja medalowa
| Lp. | Kraj             | Złoto | Srebro | Brąz | Razem |
| 1.  | Kanada           | 2     | 1      | 0    | 3     |
| 2.  | Wielka Brytania  | 1     | 0      | 1    | 2     |
| 3.  | Australia        | 1     | 0      | 0    | 1     |
| 4.  | Korea Południowa | 0     | 1      | 1    | 2     |
| 5.  | Nowa Zelandia    | 0     | 1      | 0    | 1     |
| 5.  | ZSRR             | 0     | 1      | 0    | 1     |
| 7.  | Chiny            | 0     | 0      | 1    | 1     |
| 7.  | Wielka Brytania  | 0     | 0      | 1    | 1     |
| 7.  | Włochy           | 0     | 0      | 1    | 1     |

## Medaliści
| Konkurencja | Złoto                                                                                       | Srebro                                                                                          | Brąz                                                                                            |
| Mężczyźni   |                                                                                             |                                                                                                 |                                                                                                 |
| Wielobój    | Wilfred O’Reilly                                                                            | Kim Ki-hoon                                                                                     | Geert Blanchart Lee Joon-ho                                                                     |
| Sztafeta    | Australia Johnny Kah · Steven Bradbury · Andrew Murtha · Richard Nizielski · Kieran Hansen  | Nowa Zelandia Tom Smith · Andrew Nicholson · Matthew Biggs · Michael McMillen · Chris Nicholson | Wielka Brytania Nicky Gooch · Wilfred O’Reilly · Ian Ellis · Matthew Jasper · Stewart Horsepool |
| Kobiety     |                                                                                             |                                                                                                 |                                                                                                 |
| Wielobój    | Nathalie Lambert                                                                            | Sylvie Daigle                                                                                   | Zhang Yanmei                                                                                    |
| Sztafeta    | Kanada Annie Perreault · Sylvie Daigle · Angela Cutrone · Nathalie Lambert · Eden Donatelli | ZSRR Julija Własowa · Natalja Isakowa · Marina Pylajewa · Julija Ałłagułowa                     | Włochy Ketty La Torre · Cristina Sciolla · Gabriella Monteduro · Maria Rosa Candido             |

## Wyniki
| Konkurencja | 1.               | 2.                | 3.                 |
| Mężczyźni   |                  |                   |                    |
| 500 metrów  | Kim Ki-hoon      | Wilfred O’Reilly  | Marc Lackie        |
| 1000 metrów | Wilfred O’Reilly | Matthew Jasper    | Geert Blanchart    |
| 1500 metrów | Lee Joon-ho      | Tsutomu Kawasaki  | Hugo Herrnhof      |
| 3000 metrów | Kim Ki-hoon      | Geert Blanchart   | Wilfred O’Reilly   |
| Kobiety     |                  |                   |                    |
| 500 metrów  | Zhang Yanmei     | Monique Velzeboer | Guo Hongru         |
| 1000 metrów | Sylvie Daigle    | Nathalie Lambert  | Guo Hongru         |
| 1500 metrów | Nathalie Lambert | Sylvie Daigle     | Maria Rosa Candido |
| 3000 metrów | Nathalie Lambert | Sylvie Daigle     | Maria Rosa Candido |